# Juan José Gómez
Juan José Gómez (San Miguel, 11 agosto 1980) è un ex calciatore salvadoregno, di ruolo portiere.

## Carriera

### Club
Ha cominciato a giocare nel Santa Clara. Nel 1999 è passato al Jocoro. Nel 2000 si è trasferito all'Águila. Dopo quattro anni, nel 2004 viene acquistato dal San Salvador. Nel gennaio 2006 passa al Luis Ángel Firpo, in cui milita per sei stagioni, vincendo il campionato nel 2008. Nel 2011 si trasferisce all'Águila, in cui aveva già militato dal 2000 al 2004 e con cui vince il campionato. Nel 2012 viene acquistato dall'Universidad de El Salvador. Nel 2014 si ritira, dopo aver giocato un'ultima stagione al Luis Ángel Firpo.

### Nazionale
Ha debuttato in nazionale nel 2000. Ha partecipato con la nazionale a varie edizioni della CONCACAF Gold Cup. Ha collezionato in totale, con la maglia della nazionale, 64 presenze.

## Palmarès

### Club

#### Competizioni nazionali
- Primera División de Fútbol Profesional: 2

Luis Ángel Firpo: 2007-2008
Águila: 2011-2012